# Municipio de Tlacotepec de Mejía
El municipio de Tlacotepec de Mejía se encuentra ubicado en la zona centro montañosa del Estado de Veracruz en la región llamada de las Montañas, es uno de los 212 municipios de la entidad. Está ubicado en las coordenadas 19°12” latitud norte y 96°50” longitud oeste, y cuenta con una altura de 900 m s. n. m. Su cabecera es la localidad de Tlacotepec de Mejía.  La palabra Tlacotepec es de origen náhuatl y significa “en el cerro de las varas pero si la palabra es Tlahcotepec, significaría “a la mitad o en medio del cerro”. Mejía es en honor a su benefactor Pedro Mejía Luna, quien peleó contra la intervención francesa; y posteriormente gobernó Tlacotepec por más de 30 años.
El municipio lo conforman cinco localidades en las cuales habitan 3.529 personas, es un municipio categorizado como rural.
Tlacotepec de Mejía tiene un clima principalmente templado y húmedo, con abundantes lluvias en verano y principios de otoño y algunas más en invierno.
El municipio de Tlacotepec de Mejía celebra sus tradicionales fiestas en honor de san Martín Obispo de Tours ( 11 de noviembre ), el 2 de febrero celebran a la Virgen de la Candelaria, y el 12 de diciembre en honor a la virgen de Guadalupe.
Cada 21 de octubre se conmemora el natalicio de Úrsulo Galván, prócer agrarista veracruzano, quien naciera en esta localidad en 1893.

## Límites
- Norte: Puente Nacional.
- Sur: Comapa.
- Este: Puente Nacional.
- Oeste: Totutla

## Presidentes Municipales
Jorge García Morales (2008-2010)

Francisco Murillo López(2011-2013)

20px Gildardo López Melo (2014-2017)

 Ansberto Marino Espinoza Murillo (2018-2021)

 Carlos García Moreno (2022-2025)